# Brookesia stumpffi
Espèce
Statut de conservation UICN

 LC  : Préoccupation mineure
Statut CITES
Brookesia stumpffi est une espèce de sauriens de la famille des Chamaeleonidae.

## Répartition
Cette espèce est endémique de la région de Diana à Madagascar. Elle se rencontre à Nosy Be et dns ses environs.

## Description
Ce caméléon nain est de petite taille, diurne, et vit au sol ou sur les branches basses des forêts.

## Étymologie
Cette espèce est nommée en l'honneur d'Anton Stumpff.

## Publication originale
- Boettger, 1894 : Eine neue Brookesia (Chamaeleontidae) aus Nossibé. Zoologischer Anzeiger, vol. 17, p. 182-185 texte intégral).